# نور الدين ساتي
نور الدين ساتي دبلوماسي سوداني، عين سفيرا فوق العادة ومفوضا لبلاده لدى الولايات المتحدة الأمريكية في مايو 2020 بعد 23 عاما من خفض أمريكا مستوى العلاقات مع السودان إلى درجة قائم بالأعمال.

## تاريخة المهني
عمل سفيرا للسودان في باريس مطلع التسعينات من القرن العشرين، ثم تقاعد والتحق ببعثات الأمم المتحدة لحفظ السلام في كل من الكونغو الديمقراطية ورواندا.
نور الدين أيضا أديب، وأستاذ سابق في اللغة والأدب الفرنسي بجامعة الخرطوم السودان، كما عمل أيضا كأمين العام للمكتبة السودانية الوطنية.

## مناصب سابقة
- سفيرا للسودان ببروكسل
- سفيرا للسودان بأنجمينا
- سفيرا للسودان بباريس،
- مستشارا للشؤون السياسية بالقصر الرئاسي
- منظمة الأمم المتحدة للثقافة والعلوم (اليونسكو)[3]